# إيان آدامز
إيان آدامز (بالإنجليزية: Ian Adams)‏ (1937)؛ روائي كندي.